# Cynorta vestita
Cynorta vestita is een hooiwagen uit de familie Cosmetidae.